# Крутиленко, Лаврентий Иванович
Лаврентий Иванович Крутиленко (1919—1994) — лейтенант Советской Армии, участник Великой Отечественной войны, Герой Советского Союза (1944).

## Биография
Лаврентий Крутиленко родился 17 августа 1919 года в деревне Карелкино (ныне — Урицкий район Орловской области). После окончания семи классов школы и школы фабрично-заводского ученичества в Запорожье работал мотористом на заводе. В 1939 году Крутиленко был призван на службу в Рабоче-крестьянскую Красную Армию. С ноября 1941 года — на фронтах Великой Отечественной войны. В 1942 году Крутиленко окончил курсы младших лейтенантов. К сентябрю 1943 года младший лейтенант Лаврентий Крутиленко командовал взводом автоматчиков 75-го стрелкового полка 31-й стрелковой дивизии 46-й армии Степного фронта. Отличился во время битвы за Днепр.
27 сентября 1943 года взвод Крутиленко успешно переправился через Днепр в районе села Сошиновка Верхнеднепровского района Днепропетровской области Украинской ССР и принял активное участие в боях за захват и удержание плацдарма на его западном берегу, продержавшись на занятых позициях до подхода основных сил. Когда противник попытался зайти в тыл советским войскам, Крутиленко во главе группы автоматчиков отразил его атаку.
Указом Президиума Верховного Совета СССР от 22 февраля 1944 года младший лейтенант Лаврентий Крутиленко был удостоен высокого звания Героя Советского Союза с вручением ордена Ленина и медали «Золотая Звезда».
В 1946 году в звании лейтенанта Крутиленко был уволен в запас. Проживал в Запорожье, работал на Запорожском метизном заводе. Был трижды осуждён, отбывал наказание в местах лишения свободы. Несмотря на судебное ходатайство, Президиумом Верховного Совета СССР не был лишён наград; изъятые при аресте, они хранились в Президиумом Верховного Совета и не были возвращены.
Похоронен в Запорожье.

## Награды
- Орден Отечественной войны 2-й степени (21.9.1944)
- Орден Отечественной войны 1-й степени (11.3.1985)
- медали[1].